# Arachnotermes termitophilus
Arachnotermes termitophilus là một loài nhện trong họ Salticidae.
Loài này thuộc chi Arachnotermes. Arachnotermes termitophilus được Cândido Firmino de Mello-Leitão miêu tả năm 1928.